# Penck-Hotel

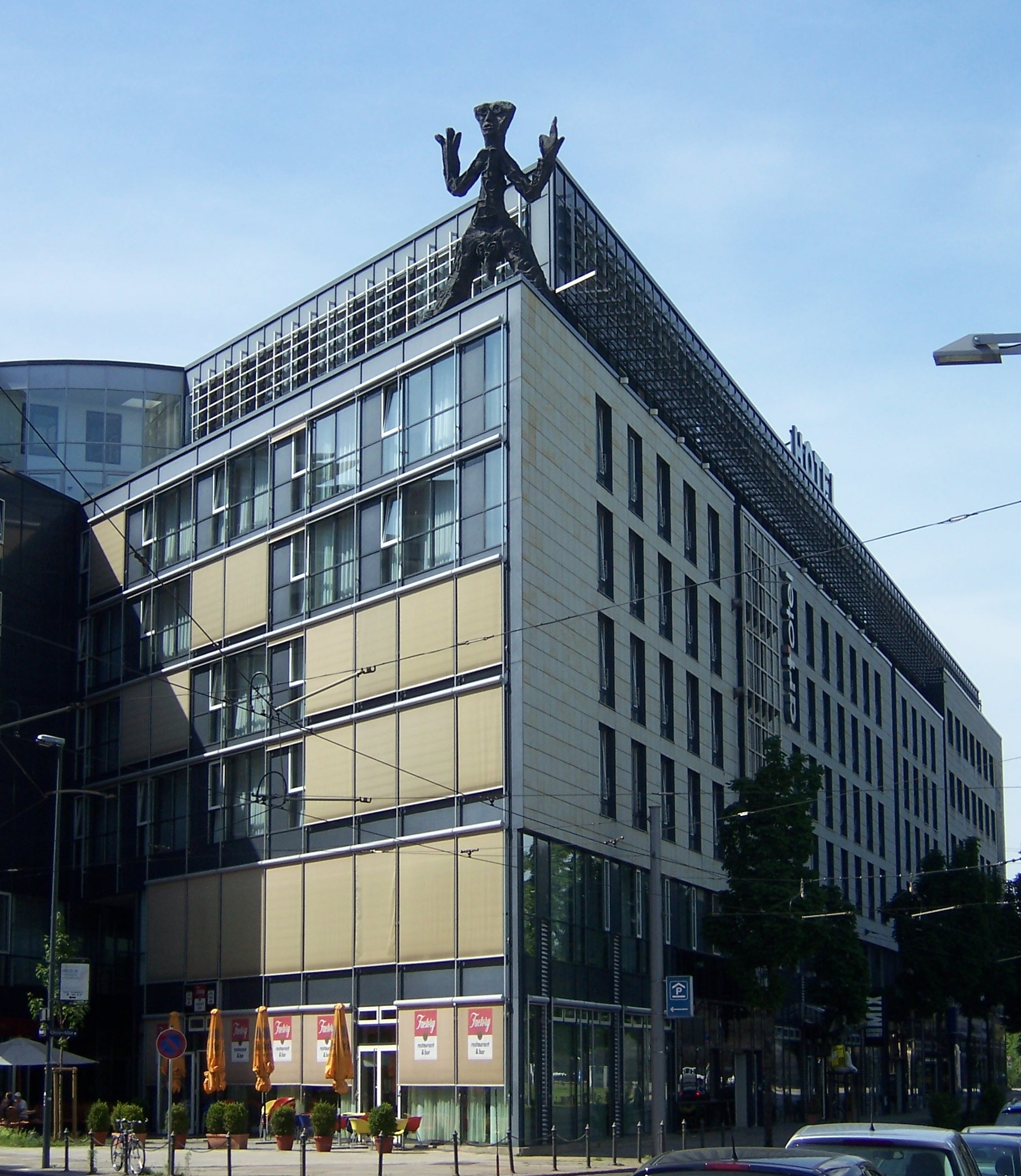
Das Art'otel mit einer Plastik Pencks

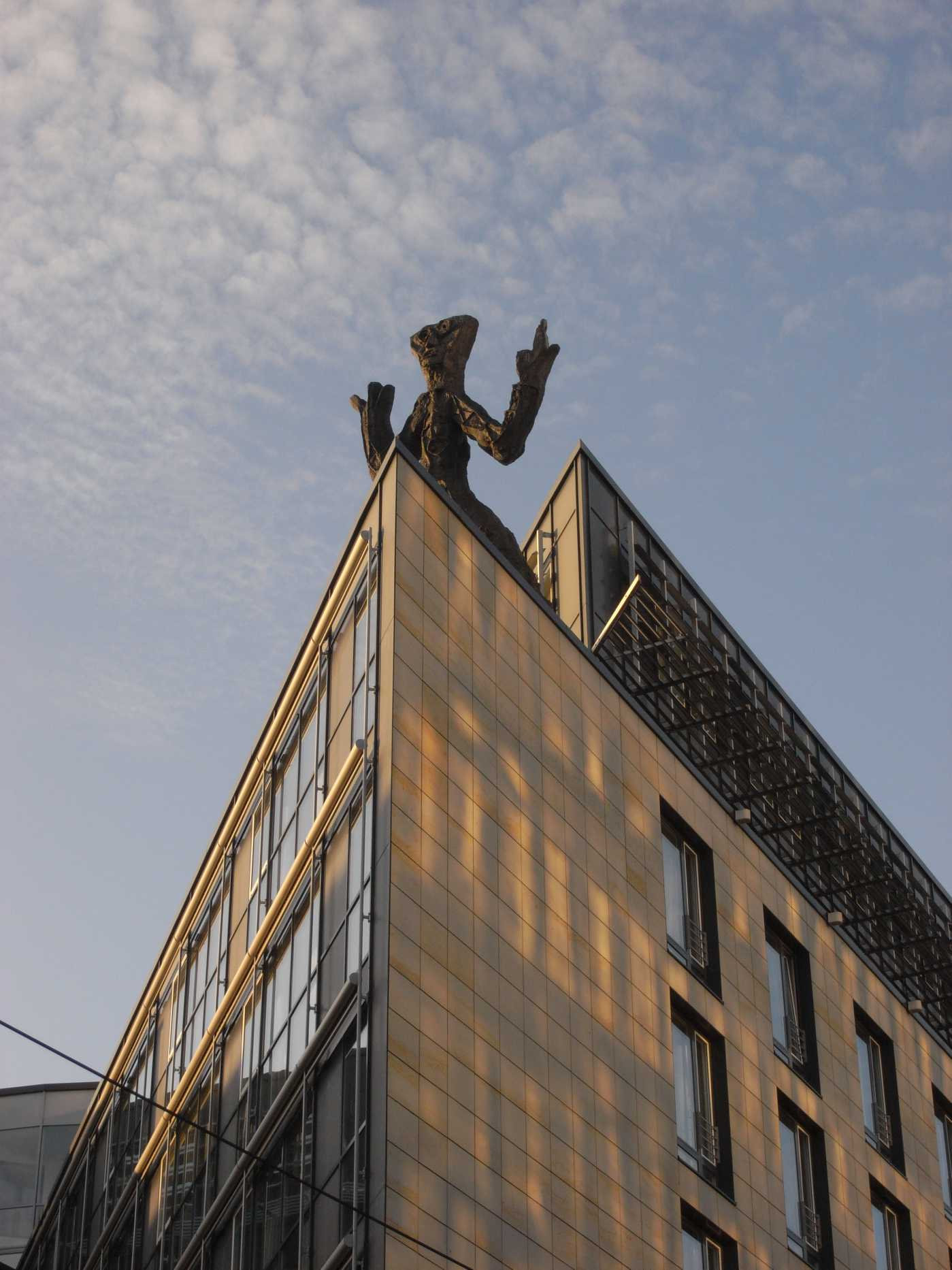
Fassadendetail am Art'otel

Das Penck-Hotel (bis 2018 „Art'otel“, damals offizielle Schreibweise art'otel dresden) ist ein Hotel der Berliner Immobiliengruppe Gaedeke & Sons in Dresden. Es ist Teil des Gebäudekomplexes an der Ostra-Allee zwischen Könneritz- und Maxstraße (Adresse: Ostra-Allee 33 und an der Nordseite der Maxstraße (Maxstraße 2–8), der aus dem Hotel, einer Kunsthalle und Büros besteht. Das Gebäude in der Wilsdruffer Vorstadt ist ein „Schmuckkästchen“ moderner Kunst namhafter Künstler wie A. R. Penck und Denis Santachiara und das einzige seiner Art in Dresden.

## Beschreibung
Das Penck-Hotel wurde zwischen 1991 und 1996 nach Entwürfen von Jan Rave, Roosje Rave und Rolf Rave als Art'otel und Art'forum erbaut. Bauherr war die Gruppe Gädeke & Landsberg. Das Gebäude wurde als Teil eines Gebäudekomplexes  in einem „dreieckigen Block im historischen Stadtgrundriss“ zwischen Ostra-Allee, Max- und Könneritzstraße erbaut. Er besteht aus dem Hotel, Büros und einer Kunsthalle. Das Sockelgeschoss ist zweistöckig. Darüber erhebt sich eine viergeschossige, mit Sandstein verkleidete „Lochfassade“. Den oberen Abschluss bildet ein zurückgesetztes Staffelgeschoss.
Hervorzuheben sind die modernen Kunstwerke, die den Gebäudekomplex schmücken. So steht auf der spitzwinkligen Ecke des Hauses im Abzweig der Maxstraße von der Ostra-Allee eine vier Meter große bronzene Plastik eines Strichmännchens, die von A. R. Penck geschaffen wurde. In jedem der 174 Zimmer befindet sich seit der Renovierung 2019 ein Originalbild Pencks. Schrill-bunte Designobjekte des Mailänder Künstlers Denis Santachiara bereichern Café, Restaurant und Lobby.
Im Juli 2018 wurde das „Art'otel und Art'forum“ zu Ehren von A.R. Penck in „Penck-Hotel“ umbenannt. Zudem wird es nicht mehr von der Hotelkette Park Plaza, sondern von den Eigentümern Gaedeke & Sons direkt bewirtschaftet. Zur besseren Vermarktung erfolgte 2019 eine umfangreiche Renovierung.